# Élections législatives émiraties de 2019
Les élections législatives émiratis de 2019 ont lieu le 5 octobre 2019 afin de renouveler les membres du Conseil national fédéral des Émirats arabes unis. Le scrutin n'a pas lieu au suffrage universel, mais via un collège électoral restreint à une partie de la population.

## Mode de scrutin
Le Conseil national fédéral (Majlis Watani Itihadi) est l'unique chambre du parlement unicaméral des Émirats arabes unis. Il est composé de 40 sièges renouvelés tous les quatre ans, dont 20 nommés par les dirigeants de chacun des sept émirats composant le pays : Abou Dabi, Ajman, Charjah, Dubaï, Fujaïrah, Ras el Khaïmah et Oumm al Qaïwaïn. Les vingt autres sont élus au vote unique non transférable par un collège électoral, à raison de quatre sièges pour Abu Dhabi et Dubai, trois pour Charjah et Ras el Khaïma, et deux pour chacun des trois restants, soit le même ratio que pour les membres nommés. Chacun des émirs désigne ceux autorisés dans leurs émirats à participer aux élections. Le collège électoral grandit ainsi d'élections en élections, avec l'objectif à terme de recouvrir l'ensemble de la population des émirats. Il est ainsi de 337 738 Émiratis en 2019, contre 224 281 en 2015, soit une augmentation de 50,58 %. Aucun parti politique n'existe aux Émirats arabes unis. Tous les candidats sont par conséquent sans étiquette.
L'émir d'Abu Dhabi et président des émirats Khalifa ben Zayed Al Nahyane a par ailleurs institué la parité homme femme au conseil par un décret publié en décembre 2018

## Résultats
|                           |                          |                |                |        |               |  |  |  |  |
| Parti                     | Parti                    | Voix           | %              | Sièges | +/-           |  |  |  |  |
|                           | Indépendants             |                | 100            | 20     | en stagnation |  |  |  |  |
|                           | Membres nommés           | Membres nommés | Membres nommés | 20     | en stagnation |  |  |  |  |
|                           |                          |                |                |        |               |  |  |  |  |
| Suffrages exprimés        |                          |                |                |        |               |  |  |  |  |
| Votes blancs et invalides |                          |                |                |        |               |  |  |  |  |
| Total                     | Total                    | 117 592        | 100            | 40     | en stagnation |  |  |  |  |
| Abstentions               | Abstentions              | 220 146        | 65,19          |        |               |  |  |  |  |
| Inscrits / participation  | Inscrits / participation | 337 738        | 34,81          |        |               |  |  |  |  |